# Oftalmologia

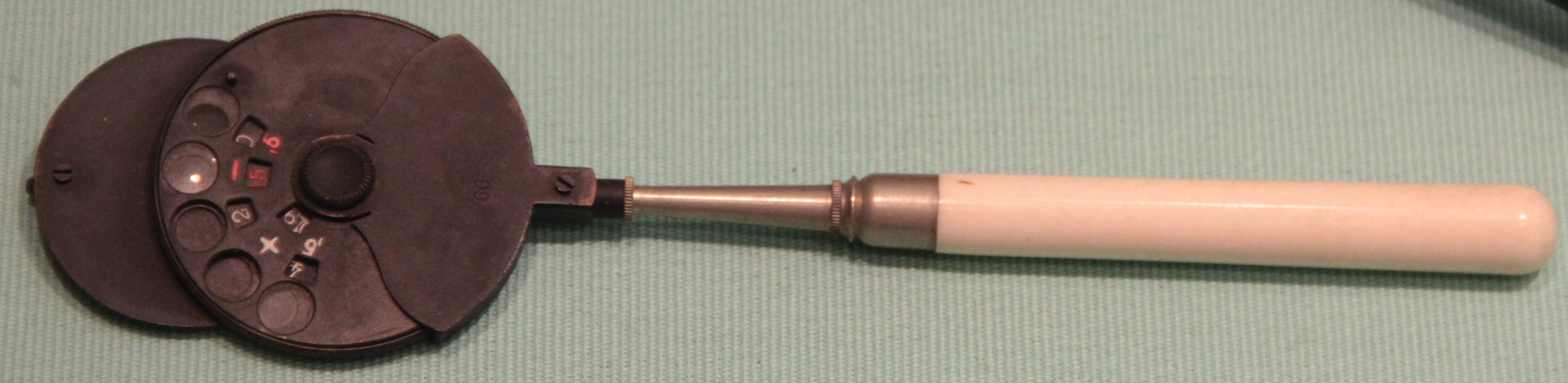
Oftalmoscopi per emprar en oftalmologia.

L'oftalmologia és la branca de la medicina que s'encarrega de les malalties i de la cirurgia de les vies visuals, incloent-hi l'ull i el cervell. La paraula prové del grec ophthalmos, que vol dir "ull"; així, oftalmologia vol dir "la ciència dels ulls".Atès que els oftalmòlegs realitzen operacions als ulls, se'ls sol categoritzar generalment com a cirurgians.

## Història de l'oftalmologia
L'ull, incloent-hi la seva estructura i el seu mecanisme, ha fascinat els científics i al públic en general des d'èpoques antigues.

### Antic Egipte
El papir Ebers és un dels tractats de medicina més antics que es coneixen. Va ser redactat a l'antic Egipte, cap a l'any 1500 aC, consta de 877 apartats sobre malalties oculars i les seves prescripcions.

### Sushruta
Sushruta va escriure Sushruta Samhita al segle V AC. a l'Índia, descrivint prop de 72 malalties de l'ull, instruments quirúrgics oftalmològics fins, i es descriu com el primer cirurgià oftàlmic que opera cataractes.

### Prehipocràtics
Els prehipocràtics basaren gran part dels seus conceptes anatòmics en l'especulació, més que en l'empirisme. Reconegueren l'escleròtica i la còrnia com a les capes més externes de l'ull, amb una capa interna amb la pupil·la i un líquid al centre. Creien que aquest líquid era el mitjà de la visió. Aristòtil avançà aquestes idees amb estudis empírics: va dissecar ulls d'animals i descobrí l'existència de tres capes -i no dos-.

### Segles XVII i XVIII
En aquests segles es produí un gran avenç gràcies a l'aparició dels microscopis i de la possibilitat de poder fixar l'ull i més endavant poder-lo congelar. Això, permeté l'estudi detalla de l'ull i d'un model avançat. Tot i així, encara alguns errors persistien. La capa cons i bastons no foren descoberta correctament fins al 1834.

#### Primer cirurgià oftàlmic
El primer cirurgià oftàlmic fou John Freke, designat com a tal pels directors de l'hospital de Sant Bartholomew el 1727. Malgrat això, el primer hospital oftàlmic dedicat s'inaugurà en 1805 -l'hospital ara denominat Moorfields Eye a Londres. D'aquesta manera, Anglaterra es convertí en un país punter en oftalmologia i donava pas a l'oftalmologia moderna.

## Requisits acadèmics
Per poder exercir com a oftalmòleg a Espanya cal cursar la llicenciatura en medicina i després fer l'especialització en oftalmologia.

## Cirurgia oftàlmica

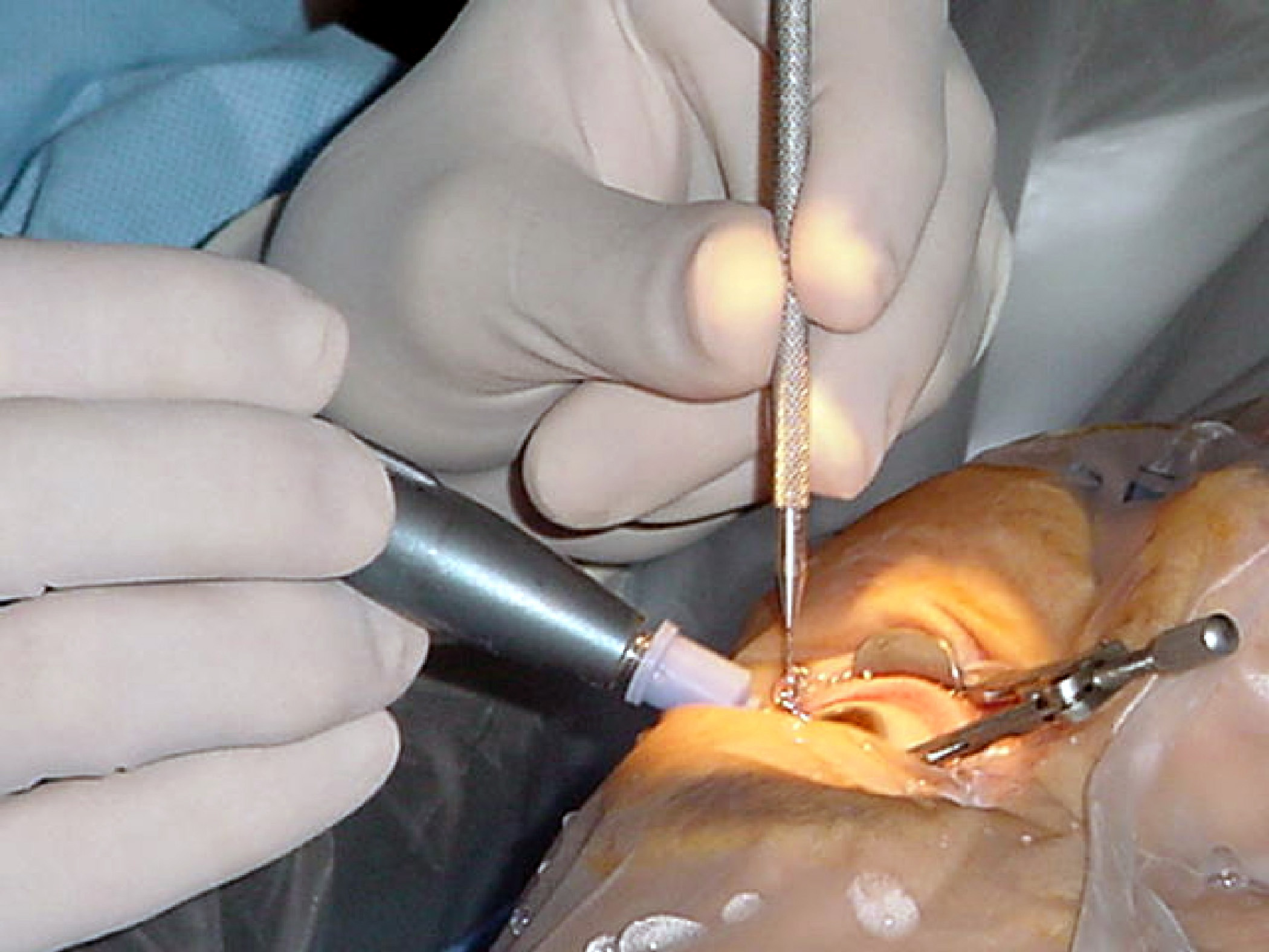
Cirurgia de cataractes.

La cirurgia oftàlmica es realitza sota anestèsia local. Les principals cirurgies que es duen a terme són:
- Cirurgia refractiva (Correcció d'ametropies)
  - Cirurgia de còrnia
- Cirurgia de cataractes
- Cirurgia de glaucoma
- Cirurgia vitreoretinal
- Cirurgia dels músculs de l'ull (Correcció estrabisme)
- Cirurgia oculoplàstica
  - Cirurgia parpelles
  - Cirurgia d'aparell lacrimal
  - Cirurgia orbital